# Paralización del departamento de Moquegua de 2008

Localización del departamento de Moquegua en el Perú.

La paralización del departamento de Moquegua de 2008 —denominado también como Moqueguazo— fue una manifestación iniciada durante un corto plazo de 48 horas entre el 5 y 6 de junio de 2008, y al no haber tenido solución satisfactoria fue prolongado con un paro de plazo indeterminado a nivel regional desde el martes 10 de junio hasta fecha no conceptuada, con el fin de buscar una solución a la repartición del canon minero, producido por las exportaciones de cobre de Southern Peru Copper Corporation en el sur del Perú, se procedió al bloqueo de la Panamericana Sur, aislando al departamento de Tacna de toda forma terrestre de comunicación, junto a la total paralización de las actividades económicas de Moquegua. Las acciones de la población moqueguana afectaron a la población de Tacna en la escasez y subida de precios de artículos de primera necesidad, el abandono de turistas varados en Tacna, el cierre de los colegios y actividades comerciales.
Esta paralización contó con la participación de pobladores pertenecientes a todas las provincias del departamento de Moquegua, exigiendo una solución para la problemática actual sobre el canon minero restado en los presupuestos participativos de regalías mineras desde el año 2006.
Finalmente, se llegó a un acuerdo con la reunión de los representantes de la región junto al presidente del consejo de ministros Jorge Del Castillo y algunos ministros el 19 de junio, donde mediante un acta de 8 puntos se aceptó una solución y se procedió al levantamiento del paro y rehabilitación de carreteras por los pobladores.

## Antecedentes
En el Perú el centro minero del cobre se ubica en el sur. Son minas a tajo abierto. La mina de Cuajone queda en Moquegua y la mina de Toquepala también quedaba en Moquegua pero fue usurpada por el presidente Odría que la cedió a Tacna.Ambas conforman un complejo minero que administra Southern Perú Copper Corporation. El agua utilizada para la extracción del cobre proviene de reservas ubicadas en Tacna (Laguna de Suches),-
que también perteneció a  Moquegua y era conocida como Laguna Istunchaca- que al estar ubicadas en zona de desierto suponen un recurso valioso. Los relaves mineros son contaminantes y desembocaban en la playa de Ite que se ubica en Tacna, pero desde hace 8 años se trata en Quebrada Honda, una depresión natural que permite consolidar el relave y purificar el agua ya sin relave hacia la playa.
Después de la subida de los precios del cobre a nivel mundial, las empresas mineras obtuvieron mayores utilidades y regalías de las cuales se entregan una participación a los gobiernos regionales. El reglamento para la repartición de las regalías cambio en el 2006 calculándose sobre la base de la cantidad de tierra removida antes que a la cantidad de cobre extraído.
El gobierno de la Región de Moquegua planteó como principal razón de su reclamo la disminución porcentual del reparto en las regalías mineras producidas por la explotación de cobre de Southern Perú Copper Corporation con el siguiente porcentaje en el año 2007: 80% para el Departamento de Tacna y 20% para el Departamento de Moquegua aproximadamente, derivándose de una disminución constante desde el año 2006.

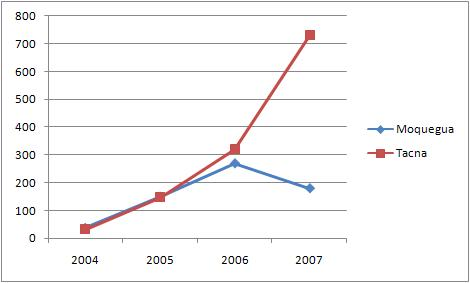
Gráfica sobre la repartición del canon minero en millones de nuevos soles entre los departamentos de Tacna y Moquegua entre los años 2004 ~ 2007.

## Desarrollo

### 5 al 6 de junio
Durante estas fechas ocurrieron reuniones populares en la plaza de armas de la ciudad de Moquegua entre las 19:00 y 20:00 (UTC-5), donde se ejecutó reuniones con los dirigentes de las diferentes organizaciones y gremios, que junto a las autoridades plantearon la problemática de la injusta entrega del canon, 79% para la región Tacna y 21% para la región Moquegua, ocurriendo una paralización de carreteras y paralización de las actividades económicas sin resultados por parte del gobierno.

### 10 al 15 de junio
Luego de iniciado el paro indefinido a las 00:00 (UTC-5), se paralizó completamente las labores escolares, actividades económicas y comerciales junto al bloqueo de carreteras por todas las salidas de la región (Carretera Panamericana, Binacional, Costanera) por parte de los pobladores, así manteniéndose un estado de paz y de huelga que no registró hechos de violencia. Se reportaron unas 3 horas de concesión el sábado 14 de junio para el reabastecimiento de alimentos y abastos para la ciudad de Moquegua.

### (Moqueguazo) 16 de junio
Ocurrió un enfrentamiento entre las fuerzas policiales luego que se confirmase una incursión policial; este hecho ocurrió desde las 7:45 (UTC-5) prolongándose por el plazo de dos horas con un disturbio en la zona de Montalvo en el Valle de Moquegua, resultando como saldo varios heridos, una declaración del estado de alerta roja en la zona por parte del Ministerio de Salud y de varios policías retenidos en la Catedral de Santo Domingo de Moquegua.

### 17 de junio
Luego del traslado de los policías hacia los hospitales de las ciudades de Arequipa y Tacna, se procedió a las negociaciones para la liberación de secuestrados, la cual es exigida por el premier Jorge Del Castillo para continuar con las negociaciones, asegurando una reunión. Luego de la liberación de los mismos, se espera una reunión para el 18 y buscar una solución a los hechos; por otro lado, se pronuncia el presidente de la república Alan García asumiendo una postura de alerta desde TV Perú y compara los hechos ocurridos en la capital departamental con el «Andahuaylazo» ocurrido en enero de 2005.

### 18 de junio
A las 00:45 (UTC-5) se cortaron todos los medios de comunicación radial y televisivos en un plazo de 30 min en la ciudad de Moquegua, lo que originó incertidumbre, un gran bullicio y motivación popular para dirigirse a Montalvo, para una posible lucha entre oficiales del ejército, resultando ser una falsa alarma. Asimismo, se pronunció la Cámara de Comercio pidiendo que por favor se ponga fin al paro indefinido causante de pérdidas económicas al sur del país. En horas de la tarde se reportaron varios helicópteros en los alrededores de la ciudad de Moquegua arrojando volantes auspiciados por el Gobierno. A las 17:45 (UTC-5) se reporta el primer ministro Jorge del Castillo desde la Presidencia del Consejo de Ministros del Perú para anunciar la reunión en busca de la solución de la problemática de la Región Moquegua.

### 19 de junio
A las 6 de la mañana (UTC-5) concluyó la reunión entre los representantes de la región Moquegua liderados por Martín Vizcarra y las autoridades centrales en la Presidencia del Consejo de Ministros del Perú al mando de Jorge del Castillo, firmándose un acta que solucionaba en un gran margen las solicitudes y orígenes del paro. A continuación se procedió a informar a la ciudadanía de la región procediéndose al retorno de los representantas a su lugar de origen, anunciado originalmente para las 14:00 (UTC-5), pero finalmente llegaron a las 17:00 a la ciudad de Ilo por vía aérea y luego por vía terrestre hacia la ciudad de Moquegua alrededor de las 19:00 (UTC-5), donde se procedió a la lectura de los 8 puntos acordados en la reunión en la capital peruana, produciendo luego el levantamiento oficial del paro y la rehabilitación de las vías para la región Tacna.

## Acuerdos
Para que la Región Moquegua realice sus proyectos, el gobierno central completará el presupuesto faltante para el año 2008 y proveerá asistencia técnica para su realización.
Para los años posteriores, el gobierno propondrá una ley con un nuevo mecanismo de cálculo del Canon y Regalías mineras basado en contabilidades separadas, considerando los costos y beneficios involucrados en la explotación en centros mineros que ocupan dos regiones.